# セリゼ
セリゼ （Cerizay）は、フランス、ヌーヴェル＝アキテーヌ地域圏、ドゥー＝セーヴル県のコミューン。

## 地理
県北西部に位置し、ブレシュイールやヴァンデ県のプゾージュとは14kmの距離、ショレとは35kmの距離である。東西に向かって流れる小さな渓流の緑の岸辺が伸び、この流れは数kmほどでセーヴル＝ナンテーズ川に注ぐ。

## 歴史
名前の起源はガロ＝ローマ時代と思われる。中世、町の中心部は封建時代の城のふもとにあった。この城の2本の塔は、12世紀のロマネスク様式の礼拝堂と同様に取り壊され、跡地には1890年に現在の教会が建設された。
礼拝堂の内陣に掲げられた紋章のベルトは、将軍ユルバン・ド・マイエ（fr、コンデ公アンリ3世の外祖父）を含む、17世紀のセリゼ領主の紋章を表している。新たな教会を建設していた時、礼拝堂近くでメロヴィング朝時代の墓地が発見された。貝の形をした石で作られたサルコファガスが見つかっている。
ジュアンヌ・マンゴ・ド・シュルジェールは、『いとも高貴なセリゼ領主、ジャック・ド・シュルジェール』の娘で、ランゴワラン領主ガストン1世・ド・モンフェランの妻だった。
フランス革命時代にセリゼ領主であったのはピエール・フュゾー・ド・セリゼであった。彼にとって不運なことに、1792年8月にセリゼは近郊の村から集まった、新体制に反対する農民たちによって略奪され、財産を盗まれた。この農民反乱は、ブレシュイールでのムーラン・ド・コルネ事件で終わり、数か月後に起こるヴァンデ戦争を予期するものとなった。
ナポレオン1世が即位すると、セリゼ子爵は財産の返還と、フランス帝国貴族に列せられるよう要求した。しかし、ナポレオン1世は要求を拒否し、セリゼ子爵がもはや貴族にとどまっていられるほど豊かではないとみなして、貴族であれば姓の前に付けることができるdeを取り消した。その後、元セリゼ子爵は己の子孫にフュルゾーの名をつけることにした。20世紀初頭、オワロンにある子爵の城に一族が暮らすようになった。
1944年8月25日、フランス大西洋岸から戻ってきたドイツ軍部隊が、報復として爆撃を行い、家から家に火を放ち、町の住民5人が犠牲となり、172軒の住宅が破壊された。

## 人口統計
| 1962年 | 1968年 | 1975年 | 1982年 | 1990年 | 1999年 | 2008年 | 2013年 |
| ------ | ------ | ------ | ------ | ------ | ------ | ------ | ------ |
| 2855   | 3582   | 4687   | 4881   | 4787   | 4589   | 4619   | 4744   |

参照元:1962年から1999年までは複数コミューンに住所登録をする者の重複分を除いたもの。それ以降は当該コミューンの人口統計によるもの。1999年までEHESS/Cassini、2004年以降INSEE。

## 姉妹都市
- チッピング・オンガー、イギリス
- モンテモル・オ・ヴェーリョ、ポルトガル